# Kalgurki, Basavana Bagevadi
Kalgurki là một làng thuộc tehsil Basavana Bagevadi, huyện Bijapur, bang Karnataka, Ấn Độ.